# Coppa del Mondo di rugby 1995
La Coppa del Mondo di rugby 1995 (in inglese 1995 Rugby World Cup; in afrikaans 1995-Rugbywêreldbeker) fu la 3ª edizione della Coppa del Mondo di rugby, massima competizione internazionale di rugby a 15 organizzata dall'International Rugby Football Board (IRFB).
Fu una manifestazione che ebbe un grande impatto culturale e contribuì a scrivere un importante capitolo della storia di fine XX secolo, in quanto organizzata nel Sudafrica che usciva da una lunga stagione di politica segregazionista (apartheid) a seguito della quale il Paese era stato sottoposto a bando diplomatico e sportivo con conseguenti scarsissime relazioni internazionali a livello ufficiale.
Dal punto di vista organizzativo fu la prima volta che la competizione si tenne interamente in un solo Paese, con 9 stadi a ospitare 32 incontri; da quello sportivo fu altresì la prima a svolgersi dopo il cambiamento regolamentare che premiava la meta con 5 punti invece che con 4.
Infine, sotto il profilo dello status della disciplina, fu l'ultima Coppa del Mondo dell'era dilettantistica; nell'agosto successivo l'International Rugby Football Board aprì la strada al professionismo nel rugby a 15.
Il torneo si svolse dal 25 maggio al 24 giugno 1995 e fu vinto dalla squadra di casa del Sudafrica, al suo esordio assoluto nella competizione, essendo stato escluso dalle prime due edizioni.
Al termine della finale vinta 15-12 contro la Nuova Zelanda il trofeo fu consegnato dall'allora presidente sudafricano Nelson Mandela al capitano della squadra François Pienaar; quel gesto è considerato, nell'immaginario popolare e nella cultura di massa, come l'atto che cambiò per sempre il destino del Paese e che chiuse il capitolo della segregazione razziale.
Alla vicenda della vittoria in Coppa del Mondo e ai suoi risvolti sociali e politici sono dedicati un romanzo, Ama il tuo nemico, scritto da John Carlin, e un film da esso tratto, Invictus, uscito nelle sale nel 2009.
Il valore delle marcature, come stabilito dall’IRFB nel 1992, era: 5 punti per ciascuna meta (7 se trasformata), 3 punti per la realizzazione di ciascun calcio piazzato, idem per il drop.

## Storia

### Il contesto politico

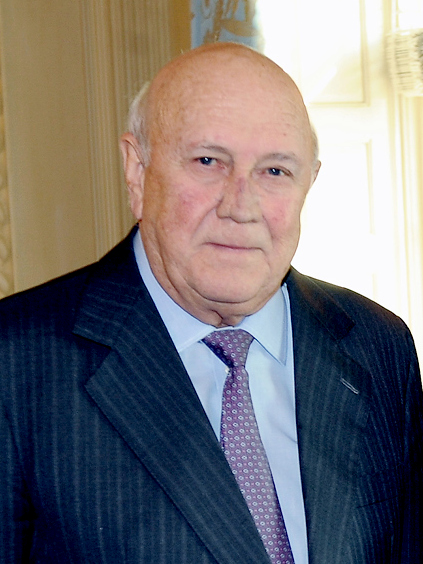
Frederik de Klerk, in carica fino al 1994, più recente presidente bianco del Sudafrica

Tra il 1948 e il 1991 il Sudafrica fu governato secondo una politica ufficiale di segregazione razziale nota come apartheid, termine che in lingua afrikaans significa "partizione"; tale politica consisté nella separazione materiale, in tutti gli ambiti, della popolazione europoide da quella di colore presente nel Paese.
Il rifiuto di abbandonare tale politica e di aderire ai criteri imposti dal Commonwealth delle nazioni sull'eguaglianza razziale forzò il Sudafrica all'uscita da tale organismo nel 1961.
Ad esso fece seguito, negli anni successivi, il bando internazionale del Paese sia politico che sportivo, con la sospensione da parte del Comitato Olimpico Internazionale.

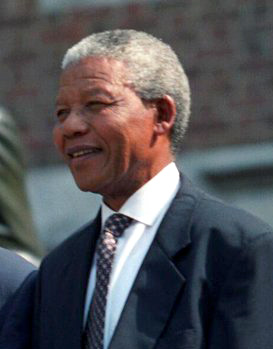
Nelson Mandela, successore di de Klerk alla presidenza del Paese

Non tutti gli organismi internazionali, tuttavia, avevano seguito il CIO: per esempio l'IRFB, del cui comitato esecutivo il Sudafrica era membro permanente ed effettivo, non aveva formalmente imposto bandi al Paese, ma questo non mise al riparo da contestazione la nazionale, contro la quale gli attivisti per i diritti civili invocarono, molte volte con successo, il boicottaggio facendo sponda sui propri governi affinché esercitassero pressioni sulle federazioni nazionali per dissuaderle da organizzare incontri contro di essa: successe a fine anni sessanta nel Regno Unito al fine di spingere la federazione inglese ad annullare un tour contro gli Springbok, e le polemiche si ripeterono nel 1980 in occasione del tour dei British and Irish Lions in Sudafrica.
In Nuova Zelanda, nel 1981, i contestatori dell'apartheid misero in scena diverse forme di boicottaggio in occasione di un tour sudafricano, come lo spargimento di cocci di bottiglia sul prato del Rugby Park di Gisborne e, in seguito, un bombardamento con palle di farina su Eden Park, lo stadio nazionale di Auckland, sorvolando il prato con un aereo a noleggio durante un test match contro gli All Blacks, che spinse i visitatori a ritirare la squadra al termine dell'incontro e a lasciare il Paese.
Ancora, nel 1984, i Paesi africani ventilarono un boicottaggio dei giochi olimpici di Los Angeles se l'Inghilterra fosse andata in tour in Sudafrica.
Quando nel 1985 fu varata a Parigi la Coppa del Mondo, il Sudafrica non fu invitato alla prima edizione del 1987, ma la presenza della sua federazione nel consiglio dell'IRFB portò l'Unione Sovietica a declinare l'offerta a prendere parte alla manifestazione.
Il contesto politico cambiò quando il boero Frederik de Klerk, divenuto presidente del Sudafrica nel 1989, avviò una politica riformista e a febbraio 1990 concesse l'amnistia al leader dell'African National Congress Nelson Mandela, detenuto da 27 anni con l'accusa di attività sovversiva contro lo Stato.
Da lì iniziò il processo di smantellamento dell'apartheid e a livello internazionale tale cambiamento fu premiato con la riammissione nei principali organismi politici; anche a livello sportivo ogni bando contro il Paese, incluso laddove solo de facto, fu rimosso e, il 14 aprile 1992, l'International Rugby Football Board assegnò al Sudafrica l'organizzazione della terza Coppa del Mondo.

### L'organizzazione
Il processo di selezione delle città destinate a ospitare gli incontri non fu esente da critiche: inizialmente erano previste 14 sedi ma Louis Luyt, presidente del comitato organizzatore e della SARU, tagliò le candidate a sei; l'IRFB quindi intervenne sostenendo che un evento del genere non poteva essere circoscritto a poche città; a seguito di ciò si giunse a un compromesso che designò nove sedi: Bloemfontein, Città del Capo, Durban, East London, Johannesburg, Port Elizabeth, Pretoria, Rustenburg e Stellenbosch.
Di esse, cinque ospitarono solo la fase a gironi mentre le altre quattro, Città del Capo, Durban, Johannesburg e Pretoria, anche la successiva fase a eliminazione diretta con una suddivisione equa degli incontri: ciascuna di esse accolse un incontro a testa dei quarti di finale, a seguire Città del Capo e Durban le semifinali, Pretoria la finale per il terzo posto e Johannesburg la finale per il titolo, che si tenne a Ellis Park.
In tutte le sedi si tennero almeno tre incontri tranne che a Stellenbosch, cittadina universitaria a circa 30 km a est di Città del Capo, che ne accolse uno solo: più in generale, gli incontri di ogni girone furono ripartiti paritariamente tra due sedi fisse fatta eccezione per il girone A, quello dei padroni di casa del Sudafrica, che si divise tra Port Elizabeth (tre incontri) e le citate Città del Capo (due) e Stellenbosch (uno); il girone B, che vide di scena anche l'Italia, si tenne a East London e Durban, quello C a Bloemfontein e Johannesburg, quello D a Pretoria e Rustenburg.
Direttore del torneo fu designato Craig Jamieson, ex rugbista successivamente divenuto dirigente d'azienda.
Benché ancora formalmente in epoca dilettantistica, alcune squadre furono beneficiarie di compensi sotto varia forma: fu il caso, per esempio, dell'Inghilterra, a ciascun giocatore della quale furono garantite 45 sterline al giorno dalla propria federazione come rimborso per i comprovati mancati guadagni al lavoro, più ulteriori 25 sterline al giorno per rimborso spese di comunicazione assicurate dall'IRFB e, soprattutto, un minimo di 1400 sterline a settimana pagate dall'azienda di telefonia BT-Cellnet, sponsor della squadra.

### Il torneo

#### La fase a gironi

Localizzazione dei Paesi qualificati alla Coppa del Mondo 1995

I gironi A e D rispettarono fondamentalmente i pronostici, con le due squadre più quotate di ciascuno di essi (rispettivamente Sudafrica e i campioni uscenti dell'Australia e Francia e Scozia) passare agevolmente il turno.
Nel girone dell'Inghilterra, fatta salva la sua prevedibile qualificazione come prima del girone, la lotta tra Argentina, Italia e Samoa Occidentali fu risolta a favore di queste ultime grazie alla vittoria nella loro prima partita contro gli Azzurri per 42-18; successivamente i samoani suggellarono la qualificazione battendo l'Argentina che nell'ultima partita fu sconfitta proprio dall'Italia per mano dell'oriundo azzurro Diego Domínguez, autore di una meta decisiva nel finale.
Anche nel girone della Nuova Zelanda, in cui la favorita passò a punteggio pieno (stabilendo, lungo il cammino, due primati al 2019 imbattuti nella storia della Coppa del Mondo in occasione della vittoria 145-17 contro il Giappone: quello per il punteggio più alto realizzato nonché, in concorso con l'avversaria, quello del maggior conteggio combinato di punti segnati, 162), la seconda qualificata fu incerta fino all'ultimo incontro: quello decisivo fu tra Irlanda e Galles vinto per un punto, 24-23, dalla prima.
Tale edizione fu caratterizzata anche da uno dei più gravi incidenti di gioco a livello internazionale: l'ivoriano Max Brito, all'epoca ventiquattrenne, a causa di un placcaggio contro Tonga riportò una frattura vertebrale a seguito della quale rimase tetraplegico.
Dal punto di vista disciplinare, altresì, passò alla storia l'incidente noto come Battaglia del Boet Erasmus o Seconda battaglia del Boet Erasmus (per distinguerla dalla prima che avvenne nel 1971 tra British Lions e Sudafrica): nell'ultimo incontro della fase a gironi che si tenne allo stadio Boet Erasmus di Port Elizabeth il Canada, che si presentava alla gara contro gli Springbok con una sconfitta dall'Australia e una vittoria sulla Romania, aveva ancora speranze di qualificazione; per tale ragione aveva ingaggiato un incontro molto aggressivo per non subire la fisicità degli avversari ma, a poco più di dieci minuti alla fine della partita, l'eccessiva vigoria di entrambe le contendenti sfociò in una violenta rissa che l'arbitro irlandese David McHugh tentò di placare con autorità espellendo subito dal campo due giocatori canadesi, Gareth Rees e Rod Snow, e il sudafricano James Dalton.
L'IRFB esaminò il caso e, oltre a infliggere un mese di squalifica ai tre espulsi, irrogò sanzioni supplementari di tre mesi ad altri due elementi che avevano terminato regolarmente l'incontro, il canadese Scott Stewart e il sudafricano Pieter Hendriks, corresponsabili della rissa e non espulsi subito da McHugh.
Questo significò la fine del torneo per i due sudafricani.

#### Iplay-off
La maggior sorpresa dei quarti fu la vittoria (seppur di misura) dell'Inghilterra sull'Australia per 25-22, mentre le altre tre partite rispettarono fondamentalmente i pronostici: i padroni di casa batterono largamente i samoani per 42-14, gli All Blacks batterono una volenterosa Scozia per 48 a 30 e l'unico incrocio europeo, quello tra Irlanda e Francia, fu vinto da quest'ultima per 36 a 12.
In semifinale i Bleus guidati da Pierre Berbizier dovettero incontrare proprio il Sudafrica a Durban: la partita iniziò con quasi due ore di ritardo a causa del campo pesantemente allagato.
Gli Springbok vinsero 19-15 ma Berbizier lamentò l'inadeguatezza dell'arbitraggio, a seguito del quale la sua squadra si vide annullate tre mete e il Sudafrica, altresì, riconosciuta una — per ammissione dello stesso Ruben Kruger che la realizzò — non regolare.
Nell'altra semifinale tra Nuova Zelanda e Inghilterra a Città del Capo avvenne l'episodio che diede vita al mito di Jonah Lomu: dopo poco più di un minuto di gara questi ricevette palla da Graeme Bachop sulla corsia di sinistra e corse verso la linea di meta, resistendo ai tentativi di placcaggio di Tony Underwood, a seguire di Will Carling e, infine, di Mike Catt, sopra il quale Lomu letteralmente passò nella sua strada verso la marcatura; la partita terminò 45-29 per i neozelandesi, con 20 punti realizzati da Lomu.

#### La finale
La finale si tenne all'Ellis Park di Johannesburg davanti a 62000 spettatori, arbitro l'inglese Ed Morrison.
All'incontro assisté il neopresidente sudafricano Nelson Mandela, che si era prodigato, nel corso del torneo, per far sì che anche la maggioranza di colore del Paese sostenesse la squadra nazionale, normalmente vista come un feudo bianco.
Poco prima dell'incontro Mandela si presentò negli spogliatoi degli Springbok per salutare la squadra indossando la maglietta numero 6 del capitano François Pienaar.
La partita fu molto tesa e senza mete e il punteggio fu determinato solo dai calci piazzati e dai drop: i tempi regolamentari finirono in parità 9-9, con tre piazzati di Joël Stransky (uno dei bianchi non afrikaner degli Springbok, essendo di famiglia ebrea polacca) e due piazzati e un drop di Andy Mehrtens (nato in Sudafrica anche se internazionale neozelandese); nel primo supplementare ancora Mehrtens portò avanti gli All Blacks con un calcio piazzato, ma Stransky pareggiò all'ultimo minuto per il 12-12 con cui iniziò il secondo supplementare, che fu deciso, di nuovo, da Stransky che marcò in drop il definitivo 15-12.
Mandela in persona consegnò la coppa a Pienaar, che dopo la premiazione disse: «Oggi eravamo sospinti da 43 milioni di persone».

## Squadre qualificate
|                        | Africa                      | Americhe               | Asia              | Europa                                                       | Oceania                                                            |
| Ammissioni automatiche | - Sudafrica (organizzatore) | - Canada               |                   | - Francia - Inghilterra - Irlanda - Scozia                   | - Australia (campione uscente) - Nuova Zelanda - Samoa Occidentali |
| Qualificazioni         | - Costa d'Avorio (Africa)   | - Argentina (Americhe) | - Giappone (Asia) | - Galles (Europa 1) - Italia (Europa 2) - Romania (Europa 3) | - Tonga (Oceania)                                                  |

## Impianti
| Città          | Impianto               | Capacità | Incontri |
| -------------- | ---------------------- | -------- | -------- |
| Bloemfontein   | Free State Stadium     | 30 000   | 3        |
| Città del Capo | Newlands Stadium       | 50 000   | 4        |
| Durban         | Kings Park Stadium     | 50 000   | 5        |
| East London    | Stadio Basil Kenyon    | 16 000   | 3        |
| Johannesburg   | Ellis Park Stadium     | 60 000   | 5        |
| Port Elizabeth | Stadio Boet Erasmus    | 60 000   | 3        |
| Pretoria       | Stadio Loftus Versfeld | 50 000   | 5        |
| Rustenburg     | Olympia Park           | 30 000   | 3        |
| Stellenbosch   | Stadio Danie Craven    | 16 000   | 1        |

## Formula
Le 16 squadre furono ripartite in 4 gironi da 4 squadre ciascuna che si affrontarono con il metodo del girone all'italiana.
Il punteggio assegnato fu quello classico di 2 punti per la vittoria, 1 ciascuno per il pareggio e zero per la sconfitta.
A qualificarsi per i quarti di finale furono le due squadre meglio classificate di ogni girone.
Nei quarti di finale le prime classificate dei gironi A e B incontrarono le seconde dell'altro girone; stesso incrocio vi fu per le qualificate dei gironi C e D.
Le vincenti si incontrarono in semifinale; fu prevista la finale per il terzo posto tra le due sconfitte in semifinale.
La finale si tenne all'Ellis Park di Johannesburg, mentre quella per il terzo posto ebbe luogo al Loftus Versfeld di Pretoria.

## Gironi
| Girone A                                   | Girone B                                               | Girone C                                      | Girone D                                    |
| ------------------------------------------ | ------------------------------------------------------ | --------------------------------------------- | ------------------------------------------- |
| - Australia - Canada - Romania - Sudafrica | - Argentina - Inghilterra - Italia - Samoa Occidentali | - Galles - Giappone - Irlanda - Nuova Zelanda | - Costa d'Avorio - Francia - Scozia - Tonga |

## Fase a gironi

### Girone A
| Data      | Incontro              | Risultato | Sede           |
| --------- | --------------------- | --------- | -------------- |
| 25-5-1995 | Sudafrica — Australia | 27-18     | Città del Capo |
| 26-6-1995 | Canada — Romania      | 34-3      | Port Elizabeth |
| 30-5-1995 | Sudafrica — Romania   | 21-8      | Città del Capo |
| 31-5-1995 | Australia — Canada    | 27-11     | Port Elizabeth |
| 3-6-1995  | Australia — Romania   | 42-3      | Stellenbosch   |
| 3-6-1995  | Sudafrica — Canada    | 20-0      | Port Elizabeth |

#### Classifica
| Pos | Squadra   | G | V | N | P | PF | PS | P±  | PT |
| --- | --------- | - | - | - | - | -- | -- | --- | -- |
| A1  | Sudafrica | 3 | 3 | 0 | 0 | 68 | 26 | 42  | 6  |
| A2  | Australia | 3 | 2 | 0 | 1 | 87 | 41 | 46  | 4  |
| A3  | Canada    | 3 | 1 | 0 | 2 | 45 | 50 | −5  | 2  |
| A4  | Romania   | 3 | 0 | 0 | 3 | 14 | 97 | −83 | 0  |

### Girone B
| Data      | Incontro                | Risultato | Sede        |
| --------- | ----------------------- | --------- | ----------- |
| 27-5-1995 | Italia — Samoa          | 18-42     | East London |
| 27-5-1995 | Argentina — Inghilterra | 18-24     | Durban      |
| 30-5-1995 | Samoa — Argentina       | 32-26     | East London |
| 31-5-1995 | Inghilterra — Italia    | 27-20     | Durban      |
| 4-6-1995  | Argentina — Italia      | 25-31     | East London |
| 4-6-1995  | Inghilterra — Samoa     | 44-22     | Durban      |

#### Classifica
| Pos | Squadra           | G | V | N | P | PF | PS | P±  | PT |
| --- | ----------------- | - | - | - | - | -- | -- | --- | -- |
| B1  | Inghilterra       | 3 | 3 | 0 | 0 | 95 | 60 | 35  | 6  |
| B2  | Samoa Occidentali | 3 | 2 | 0 | 1 | 96 | 88 | 8   | 4  |
| B3  | Italia            | 3 | 1 | 0 | 2 | 69 | 94 | −25 | 2  |
| B4  | Argentina         | 3 | 0 | 0 | 3 | 69 | 87 | −18 | 0  |

### Girone C
| Data      | Incontro                 | Risultato | Sede         |
| --------- | ------------------------ | --------- | ------------ |
| 27-5-1995 | Giappone — Galles        | 10-57     | Bloemfontein |
| 27-5-1995 | Irlanda — Nuova Zelanda  | 19-43     | Johannesburg |
| 31-5-1995 | Irlanda — Giappone       | 50-28     | Bloemfontein |
| 31-5-1995 | Nuova Zelanda — Galles   | 34-9      | Johannesburg |
| 4-6-1995  | Giappone — Nuova Zelanda | 17-145    | Bloemfontein |
| 4-6-1995  | Irlanda — Galles         | 24-23     | Johannesburg |

#### Classifica
| Pos | Squadra       | G | V | N | P | PF  | PS  | P±   | PT |
| --- | ------------- | - | - | - | - | --- | --- | ---- | -- |
| C1  | Nuova Zelanda | 3 | 3 | 0 | 0 | 222 | 45  | 177  | 6  |
| C2  | Irlanda       | 3 | 2 | 0 | 1 | 93  | 94  | −1   | 4  |
| C3  | Galles        | 3 | 1 | 0 | 2 | 89  | 68  | 21   | 2  |
| C4  | Giappone      | 3 | 0 | 0 | 3 | 55  | 252 | −197 | 0  |

### Girone D
| Data      | Incontro                 | Risultato | Sede       |
| --------- | ------------------------ | --------- | ---------- |
| 26-5-1995 | Costa d'Avorio — Scozia  | 0-89      | Rustenburg |
| 26-5-1995 | Francia — Tonga          | 38-10     | Pretoria   |
| 30-5-1995 | Francia — Costa d'Avorio | 54-18     | Rustenburg |
| 30-5-1995 | Scozia — Tonga           | 41-5      | Pretoria   |
| 3-6-1995  | Costa d'Avorio — Tonga   | 11-29     | Rustenburg |
| 3-6-1995  | Scozia — Francia         | 19-22     | Pretoria   |

#### Classifica
| Pos | Squadra        | G | V | N | P | PF  | PS  | P±   | PT |
| --- | -------------- | - | - | - | - | --- | --- | ---- | -- |
| D1  | Francia        | 3 | 3 | 0 | 0 | 114 | 47  | 67   | 6  |
| D2  | Scozia         | 3 | 2 | 0 | 1 | 149 | 27  | 122  | 4  |
| D3  | Tonga          | 3 | 1 | 0 | 2 | 44  | 90  | −46  | 2  |
| D4  | Costa d'Avorio | 3 | 0 | 0 | 3 | 29  | 172 | −143 | 0  |

## Play-off
|  | Quarti di finale          | Quarti di finale          | Quarti di finale          |                           |                           | Semifinali                | Semifinali                | Semifinali                |                           |                           | Finale                  | Finale                  | Finale                  |                         |                         |
|  |                           |                           |                           |                           |                           |                           |                           |                           |                           |                           |                         |                         |                         |                         |                         |
|  | 10 giugno, Johannesburg   |                           |                           |                           |                           |                           |                           |                           |                           |                           |                         |                         |                         |                         |                         |
|  | A1                        | Sudafrica                 | 42                        |                           |                           |                           |                           |                           |                           |                           |                         |                         |                         |                         |                         |
|  | B2                        | Samoa Occidentali         | 14                        |                           |                           | 17 giugno, Durban         | 17 giugno, Durban         | 17 giugno, Durban         | 17 giugno, Durban         | 17 giugno, Durban         |                         |                         |                         |                         |                         |
|  |                           |                           |                           |                           |                           | Sudafrica                 | 19                        |                           |                           |                           |                         |                         |                         |                         |                         |
|  | 10 giugno, Durban         | 10 giugno, Durban         | 10 giugno, Durban         | 10 giugno, Durban         |                           |                           | Francia                   | 15                        |                           |                           |                         |                         |                         |                         |                         |
|  | D1                        | Francia                   | 36                        |                           |                           |                           |                           |                           |                           |                           |                         |                         |                         |                         |                         |
|  | C2                        | Irlanda                   | 12                        |                           |                           |                           |                           |                           |                           |                           | 24 giugno, Johannesburg | 24 giugno, Johannesburg | 24 giugno, Johannesburg | 24 giugno, Johannesburg | 24 giugno, Johannesburg |
|  |                           |                           |                           |                           |                           |                           |                           |                           |                           |                           |                         | Sudafrica (dts)         | 15                      |                         |                         |
|  | 11 giugno, Città del Capo | 11 giugno, Città del Capo | 11 giugno, Città del Capo | 11 giugno, Città del Capo | 11 giugno, Città del Capo |                           |                           |                           |                           |                           |                         | Nuova Zelanda           | 12                      |                         |                         |
|  | B1                        | Inghilterra               | 25                        |                           |                           |                           |                           |                           |                           |                           |                         |                         |                         |                         |                         |
|  | A2                        | Australia                 | 22                        |                           |                           | 18 giugno, Città del Capo | 18 giugno, Città del Capo | 18 giugno, Città del Capo | 18 giugno, Città del Capo | 18 giugno, Città del Capo |                         | Finale 3º posto         | Finale 3º posto         | Finale 3º posto         |                         |
|  |                           |                           |                           |                           |                           | Inghilterra               | 29                        |                           | 22 giugno, Pretoria       | 22 giugno, Pretoria       | 22 giugno, Pretoria     | 22 giugno, Pretoria     | 22 giugno, Pretoria     |                         |                         |
|  | 11 giugno, Pretoria       | 11 giugno, Pretoria       | 11 giugno, Pretoria       | 11 giugno, Pretoria       |                           |                           | Nuova Zelanda             | 45                        |                           |                           |                         | Francia                 | 19                      |                         |                         |
|  | C1                        | Nuova Zelanda             | 48                        |                           |                           |                           |                           |                           |                           |                           | Inghilterra             | 9                       |                         |                         |                         |
|  | D2                        | Scozia                    | 30                        |                           |                           |                           |                           |                           |                           |                           |                         |                         |                         |                         |                         |

### Quarti di finale
| Arbitro: | Ed Morrison |

|                                               |      |                          |
| Saint-André 78’ Ntamack 80’                   | mt   |                          |
| Lacroix 78’                                   | tr   |                          |
| Lacroix 6’, 18’, 29’, 39’, 48’, 50’, 70’, 72’ | c.p. | 3’, 14’, 22’, 38’ Elwood |

| Arbitro: | Jim Fleming |

|                                                           |      |                             |
| C. Williams 16’, 34’, 46’, 76’ C. Rossouw 39’ Andrews 50’ | mt   | 70’ Nu'uali'itia 73’ Tatupu |
| Johnson 39’, 46’, 76’                                     | tr   | 70’, 73’ Fa'amasino         |
| Johnson 7’, 24’                                           | c.p. |                             |

| Arbitro: | David Bishop |

|                              |      |                               |
| T. Underwood 20’             | mt   | 41’ D. Smith                  |
| Andrew 20’                   | tr   | 41’ Lynagh                    |
| Andrew 5’, 9’, 45’, 60’, 75’ | c.p. | 3’, 40’, 47’, 59’, 64’ Lynagh |
| Andrew 80’                   | drop |                               |

| Arbitro: | Derek Bevan |

|                                                                   |      |                               |
| W. Little 5’, 20’ Lomu 27’ Mehrtens 41’ Bunce 48’ Fitzpatrick 62’ | mt   | 46’, 65’ Weir 75’ S. Hastings |
| Mehrtens 5’, 20’, 27’, 41’, 48’, 62’                              | tr   | 46’, 65’, 75’ G. Hastings     |
| Mehrtens 33’, 73’                                                 | c.p. | 9’, 15’, 35’ G. Hastings      |

### Semifinali
| Arbitro: | Derek Bevan |

|                            |      |                                 |
| Kruger 26’                 | mt   |                                 |
| Stransky 26’               | tr   |                                 |
| Stransky 2’, 43’, 46’, 69’ | c.p. | 35’, 37’, 44’, 57’, 75’ Lacroix |

| Arbitro: | Stephen Hilditch |

|                                        |      |                                                   |
| R. Underwood 58’, 80’ Carling 68’, 73’ | mt   | 2’, 25’, 41’, 70’ Lomu 11’ Kronfeld 51’ G. Bachop |
| Andrew 58’, 68’, 73’                   | tr   | 11’, 41’, 70’ Mehrtens                            |
| Andrew 21’                             | c.p. | 12’ Mehrtens                                      |
|                                        | drop | 20’ Z. Brooke 78’ Mehrtens                        |

### Finale per il 3º posto
| Arbitro: | Dave Bishop |

|                        |      |                      |
| Roumat 56’ Ntamack 80’ | mt   |                      |
| Lacroix 40’, 41’, 59’  | c.p. | 26’, 48’, 61’ Andrew |

### Finale
| Arbitro: | Ed Morrison |

| |              | |
| Stransky 11’, 21’, 90’ | c.p.         | 5’, 13’, 82’ Mehrtens |
| Stransky 31’, 93’ | drop         | 55’ Mehrtens |
| · Joubert · 97’ Small · Mulder · H. le Roux · C. Williams · Stransky · v. d. Westhuizen · du Randt · C. Rossouw · Swart · Wiese · Strydom · F. Pienaar · Kruger · 90’ Andrews | Formazioni   | · Osborne · Wilson · Bunce · W. Little · Lomu · Mehrtens · G. Bachop 26’ 36’ · Dowd 93’ · Fitzpatrick · Brown · I. Jones · R. Brooke · Brewer 41’ · Kronfeld · Z. Brooke |
| · 90’ Straeuli · 97’ B. Venter | Sostituzioni | · 26’ 36’ Strachan · 41’ Joseph · 93’ Loe |
| Kitch Christie | Allenatori   | Laurie Mains |

## Polemiche post-torneo

### Le dichiarazioni di Louis Luyt
Nel pranzo di gala che fece seguito alla finale, l'allora presidente della SARU Louis Luyt rilasciò alcune polemiche dichiarazioni circa la tardiva riammissione del Sudafrica alle competizioni: davanti alla stampa e ai delegati degli altri Paesi partecipanti alla manifestazione, Luyt affermò che le due precedenti edizioni del torneo non avevano alcun valore perché il Sudafrica non era presente, e che se vi avesse partecipato le avrebbe vinte.
Il capitano neozelandese Sean Fitzpatrick invitò quindi la sua squadra a lasciare il ricevimento, non prima che alcuni giocatori degli All Blacks polemizzassero verbalmente con Luyt.
Anche le rappresentanze delle due squadre classificatesi terza e quarta, rispettivamente Francia e Inghilterra, lasciarono la sala.
Il team manager sudafricano Morné du Plessis tentò di porre rimedio alle affermazioni del suo presidente, dichiarando alla stampa che è impossibile riscrivere la storia ed esprimendo comunque dubbi che il Sudafrica avrebbe potuto effettivamente vincere la competizione nel 1987 e nel 1991 se vi avesse partecipato.
Ulteriore imbarazzo provocò l'affermazione di Luyt sul gallese Derek Bevan (che in semifinale aveva assegnato al Sudafrica la contestata meta, giudicata irregolare dagli osservatori neutrali, con cui la Francia era stata esclusa dalla corsa alla finale), definito «Il più fantastico arbitro del mondo»: davanti a tutti gli ospiti a Bevan fu offerto un orologio d'oro del valore di circa 1000 £ dell'epoca, da quest'ultimo rifiutato prima di unirsi agli altri che lasciarono il ricevimento.

### L'intossicazione alimentare degliAll Blacks
L'incidente diplomatico creato da Luyt non fu, tuttavia, l'unico episodio che minò la legittimità del titolo sudafricano: qualche giorno dopo la finale emerse la notizia che la squadra neozelandese non era scesa in campo in condizioni fisiche ottimali perché rimasta vittima di un'intossicazione alimentare.
Laurie Mains, commissario tecnico neozelandese, accusò una non meglio identificata «Suzie», cameriera sudafricana, di avere avvelenato i beveraggi della squadra; i dirigenti dell'albergo dove avvenne l'intossicazione si difesero sostenendo altresì che molti elementi della squadra avessero ignorato il consiglio di non mangiare frutti di mare.
Un'indagine della polizia sudafricana e una commissionata da Mains a un investigatore privato parvero concordare sul fatto che ai giocatori neozelandesi fosse stata somministrata a loro insaputa una particolare erba capace di provocare gli stessi sintomi di un'intossicazione gastrica.
Dal punto di vista sportivo non fu preso alcun provvedimento, anche perché la federazione neozelandese non contestò mai formalmente il risultato maturato sul campo.
Circa vent'anni più tardi, in un libro di memorie, Rory Stein, un ex poliziotto sudafricano assegnato allo staff di Nelson Mandela come guardia del corpo, affermò che l'intossicazione alimentare c'era effettivamente stata, aggiungendo tuttavia che la federazione sudafricana era completamente estranea ai fatti: Steyn affermò di poter dimostrare che l'avvelenamento della squadra fu ad opera del cartello degli allibratori, timorosi di perdere un'enorme quantità di denaro se la Nuova Zelanda, sfavorita e quindi offerta a quote molto più alte del Sudafrica, avesse vinto la finale.

## Cultura di massa

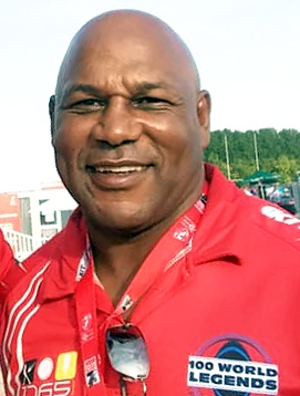
Chester Williams, primo sudafricano coloured a giocare a livello professionistico

La vittoria mondiale nel rugby, ovvero la disciplina per la quale il Paese è maggiormente noto a livello sportivo internazionale, fu visto come la nascita del nuovo Sudafrica post-segregazione: il successo mediatico di Nelson Mandela fu quello di portare tutta la nazione a sostenere la propria squadra, fino ad allora vista solo come il simbolo del Sudafrica bianco e afrikaner.

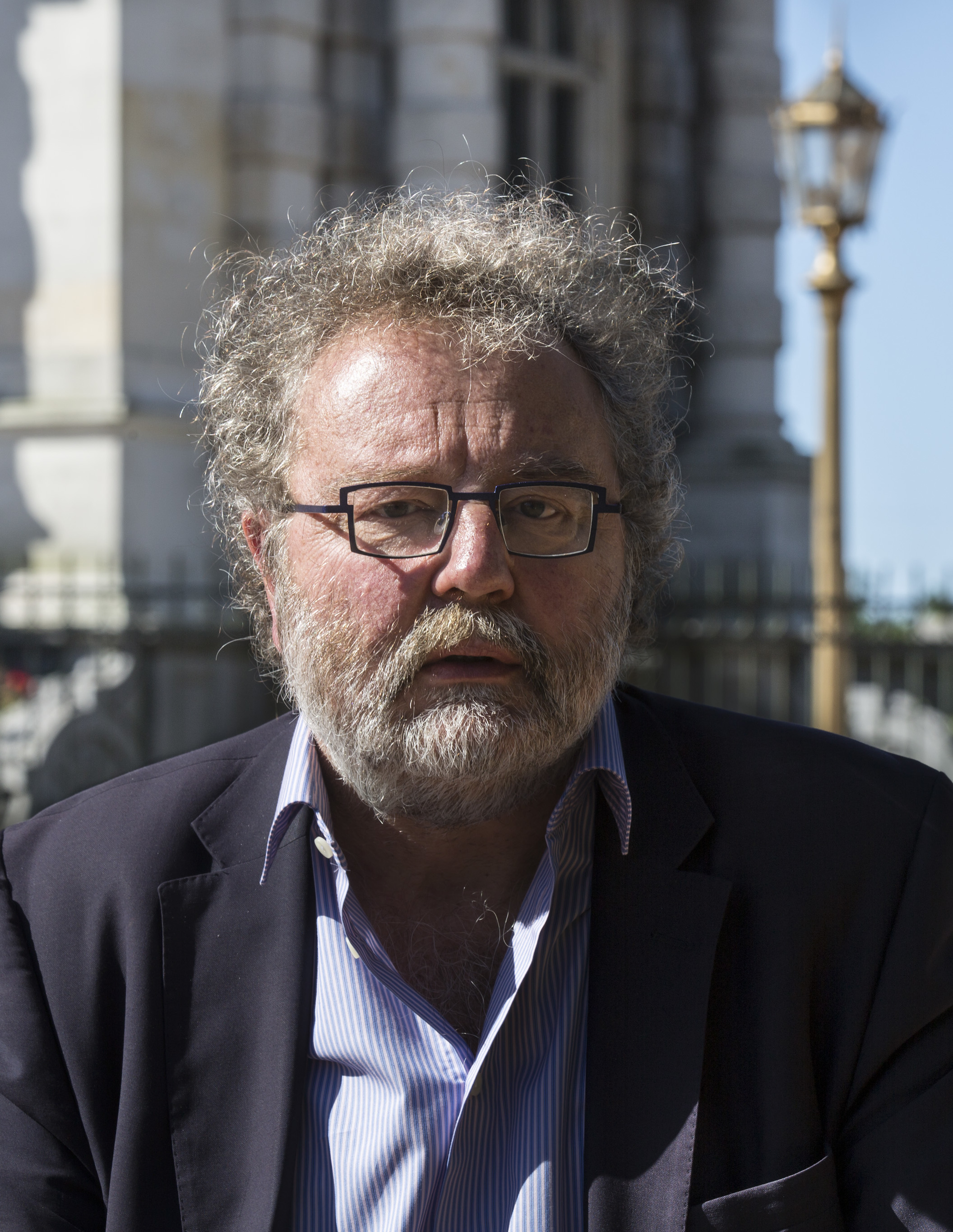
John Carlin, autore di Ama il tuo nemico

In effetti, a fronte di un'ossatura afrikaner capitanata da Pienaar (Joost van der Westhuizen, Os du Randt, André Joubert), la squadra integrava elementi di origine anglosassone (Mark Andrews, Gavin Johnson) e non (il citato Stransky) e, per la prima volta nell'epoca della Coppa del Mondo, anche di colore: Chester Williams, benché terzo in assoluto dopo suo zio Avril Williams ed Errol Tobias, fu il primo coloured a scendere in campo per il Sudafrica nell'epoca della Coppa del Mondo.
Peraltro anche il commissario tecnico della nazionale, Kitch Christie, era sudafricano di prima generazione, figlio di madre inglese e padre scozzese.
Lo stesso Pienaar, cresciuto nella cultura afrikaner ed educato a considerare Mandela «un terrorista», prima dell'inizio della Coppa del Mondo guidò i compagni di squadra in un tour presso il carcere di Robben Island dove Mandela fu detenuto per gli ultimi 18 dei suoi 27 anni di detenzione; in quello stesso momento Mandela stava perorando la causa degli Springbok ai ragazzi di un sobborgo nero di Ladysmith, Ezakheni, dicendo che la squadra rappresentava tutto il Paese, non solo quello bianco, e che andava sostenuta.
Pienaar, anni più tardi, raccontando l'episodio di Mandela venirgli incontro con la coppa indossando la maglia numero 6 che gli aveva dato dopo la vittoria nella gara inaugurale contro l'Australia, disse di aver avvertito che «…il nuovo Sudafrica nacque allora».
Dopo quell'episodio Mandela e Pienaar strinsero una solida amicizia: il leader del Paese fu tra gli ospiti del matrimonio di Pienaar con sua moglie Nerine e più tardi, quando la coppia ebbe il primo figlio, Mandela ne fu il padrino di battesimo.
Il giornalista britannico John Carlin, che fu corrispondente dal Sudafrica per l'Independent fino al 1995, nel 2008 diede alle stampe Playing the Enemy (in italiano edito con il titolo di Ama il tuo nemico), libro che narra del periodo in cui Nelson Mandela lavorò per accrescere il consenso intorno alla squadra nazionale di rugby e per costruire un moderno nazionalismo post-apartheid: da prigioniero Mandela aveva imparato l'afrikaans per parlare correntemente con le guardie e si era reso conto di come il rugby fosse uno dei simboli identitari nazionali circostanza che, una volta tornato libero, sfruttò per parlare direttamente al Paese.
Dal libro di Carlin fu tratto un film diretto da Clint Eastwood, Invictus, uscito nelle sale nel 2009.
I due ruoli principali, quello di Mandela e Pienaar, furono interpretati rispettivamente da Morgan Freeman e Matt Damon; il figlio di Clint Eastwood, Scott, recitò nel ruolo dell'eroe della finale Joël Stransky mentre un vero rugbista professionista, il neozelandese Zac Fe’aunati, interpretò Jonah Lomu.

## Statistiche
Come nelle due edizioni precedenti, a primeggiare nella classifica dei realizzatori di mete furono due giocatori a pari merito, nell'occasione entrambi neozelandesi, Marc Ellis e Jonah Lomu con 7 mete ciascuno.
A guidare la classifica dei marcatori di punti fu, invece, il francese Thierry Lacroix con 112, otto in più del suo immediato inseguitore, lo scozzese Gavin Hastings.
Rilevante fu lo score complessivo della Nuova Zelanda, che, anche grazie ai 145 punti marcati contro il Giappone, fu la squadra più prolifica del torneo con 327 punti, vale a dire 202 più del Sudafrica campione del mondo, che si fermò a 125, anche dietro Francia, Scozia e Inghilterra.
Più in generale, dietro gli All Blacks, nessuna squadra superò neppure quota 200 punti, la seconda essendo la Francia fermatasi a 184, ovvero 143 punti indietro.
L'affluenza totale fu di 938 486 spettatori e il record del torneo è di 62 000 spettatori conseguito all'Ellis Park di Johannesburg in occasione della finale tra Sudafrica e Nuova Zelanda.